# Światła do jazdy dziennej

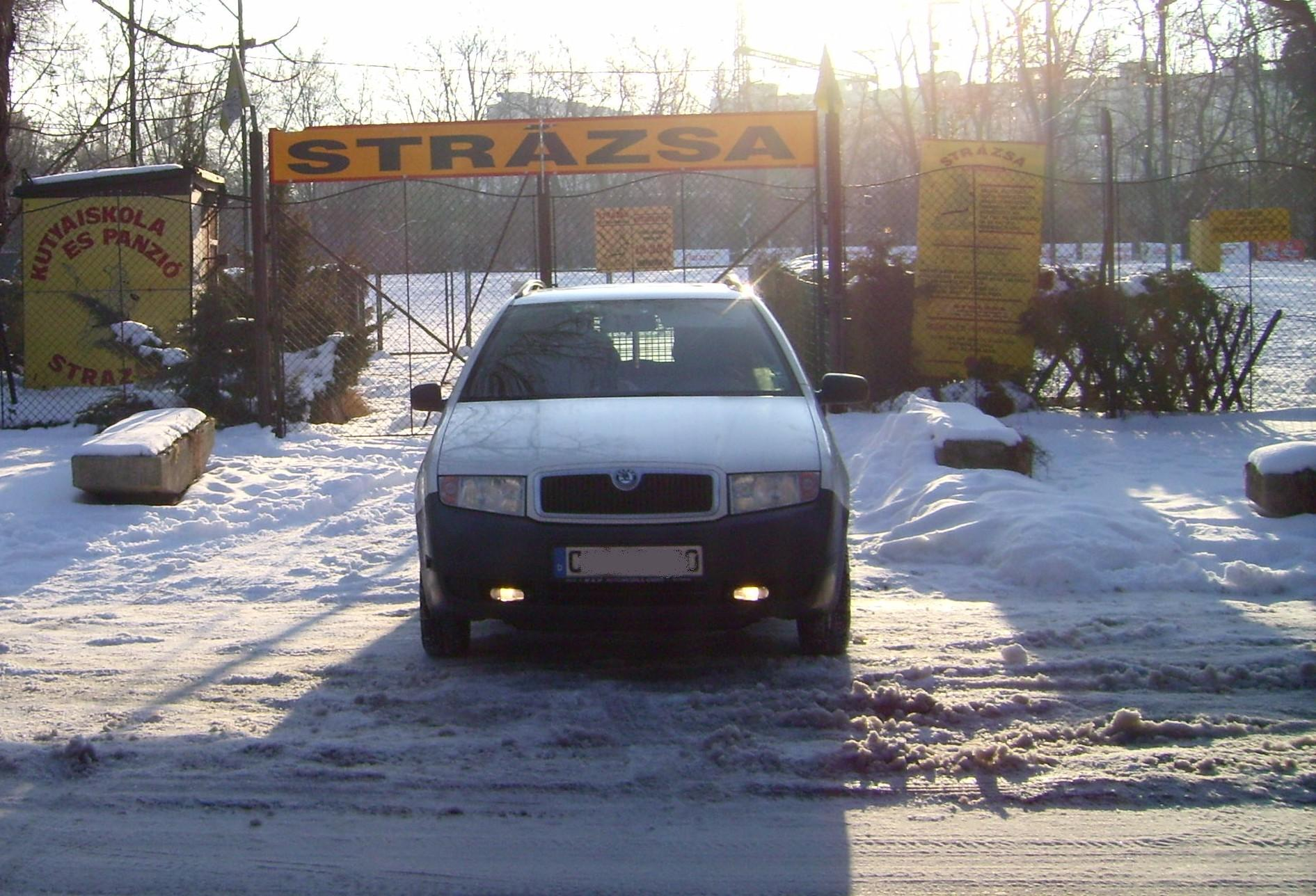
Światła do jazdy dziennej zainstalowane w samochodzie Škoda Fabia

Światła do jazdy dziennej (ang. DRL - Daytime Running Lights) – rodzaj oświetlenia samochodowego przeznaczonego do jazdy w ciągu dnia. Świateł do jazdy dziennej nie należy mylić ze światłami mijania używanymi w dzień w krajach, gdzie taki obowiązek został wprowadzony, czyli obecnie niemal w całej Europie Północnej i Środkowej (zob. zestawienie poniżej). W niektórych jednak krajach do jazdy w dzień przepisy nakazują korzystanie wyłącznie ze świateł mijania i tam specjalne światła do jazdy dziennej nie znajdują zastosowania; w pozostałych wymienionych w tabeli dopuszcza się stosowanie świateł do jazdy dziennej zamiast świateł mijania. W innych krajach nie ma obowiązku włączania świateł do jazdy dziennej ani świateł mijania, jedynie w tunelach lub podczas pogorszonej przejrzystości powietrza należy włączyć światła mijania.
Światła do jazdy w dzień mają moc od kilku do kilkunastu watów (w odróżnieniu od świateł mijania, w których pojedyncza żarówka ma moc od 40 do 55 W). Obowiązujący w UE i wielu krajach poza nią Regulamin nr 48 Europejskiej Komisji Gospodarczej ONZ (ECE) pozwala na montowanie takich świateł bez potrzeby ich współdziałania z tylnymi światłami pozycyjnymi (w odróżnieniu od pozostałych świateł samochodowych – drogowych, mijania, przeciwmgielnych, postojowych i przednich pozycyjnych). Do roku 2009 polskie przepisy wymagały, by podczas jazdy na światłach dziennych świeciły się światła pozycyjne. Było to sprzeczne z prawodawstwem unijnym (Regulaminem nr 48 Europejskiej Komisji Gospodarczej ONZ). Stan rzeczy zmieniło rozporządzenie ministra infrastruktury z 4 maja 2009 r. opublikowane w Dzienniku Ustaw z 20 maja, które zmieniło obowiązujące przepisy, dostosowując je do europejskich norm prawnych.

Symbol świateł do jazdy dziennej

Od 7 lutego 2011 roku zgodnie z Dyrektywą 2008/89/WE wszystkie nowe modele pojazdów samochodowych o dopuszczalnej masie całkowitej nieprzekraczającej 3,5 tony sprzedawane na terenie Unii Europejskiej są obowiązkowo wyposażone w światła do jazdy dziennej. Oznacza to, że obowiązek ten nie dotyczy wszystkich nowych samochodów, ale wyłącznie nowych modeli, które uzyskają homologację po tej dacie. Pozostałe produkowane dotąd modele samochodów nie muszą być wyposażone w światła do jazdy dziennej.

## Przepisy prawne w Polsce (wyciąg)
Świateł dziennych można używać zamiast obowiązkowych świateł mijania w warunkach normalnej przejrzystości powietrza, od świtu do zmierzchu. Na kloszu lampy musi widnieć oznaczenie RL (ang. running light).

Światła dzienne muszą być zainstalowane:
- Symetrycznie względem osi pojazdu
- Na równej wysokości
- Odległość od ziemi do dolnej krawędzi lampy minimalnie 25 cm, od ziemi do górnej krawędzi maksymalnie 150 cm
- Odległość między lampami mierzona od wewnętrznej krawędzi musi wynosić minimum 60 cm, chyba że szerokość pojazdu jest mniejsza niż 130 cm – wtedy odległość minimalna wynosi 40 cm
- Lampy nie mogą wystawać poza boczny obrys pojazdu
- Nie mogą być zamontowane dalej niż 40 cm od obrysu pojazdu
- Lampy włączają się automatycznie po ustawieniu urządzenia zapłonowego w pozycji umożliwiającej uruchomienie silnika

W przypadku włączenia świateł mijania światła dzienne mają zostać samoczynnie wyłączone.
Dodatkowo, w samochodach rejestrowanych po raz pierwszy po 31 grudnia 2009 roku, światła pozycyjne tylne, światła obrysowe przednie, boczne i tylne oraz oświetlenie tablicy rejestracyjnej nie mogą włączać się razem ze światłami dziennymi.
W pojazdach rejestrowanych do 31 grudnia 2009 roku dopuszcza się zainstalowanie świateł do jazdy dziennej w taki sposób, że włącza się również oświetlenie pozycyjne oraz tablicy rejestracyjnej.

## Przepisy prawne w Europie
Przepisy prawne są w tym zakresie w Europie niejednolite. Niektóre kraje, jak np. Białoruś, Wielka Brytania, Irlandia, Monako, Holandia, Turcja i Cypr, nie mają przepisów prawnych na ten temat, inne nakładają na kierowców obowiązek, jeszcze inne jedynie to zalecają. Przepisy w różnych krajach wykazują też różnice w zależności od tego, czy dotyczą pojazdów samochodowych jednośladowych (motocykli) czy wielośladowych (pozostałych, tj. głównie samochodów).

### Przepis ECE-R87 i ECE-R48 (wyciąg)
Regulamin EKG ONZ nr 87 określa specyficzne wymagania dotyczące świateł do jazdy dziennej, nr 48 natomiast wymagania techniczne dla pojazdów (implementowany poprzez Rozporządzenia Ministra Infrastruktury w sprawie warunków technicznych pojazdów[...]).
- Intensywność światła reflektora do jazdy dziennej od 400 do 1200 kandeli.
- Minimalna powierzchnia świetlna każdej lampy to 25 cm²
- Automatyczne włączanie/wyłączenie świateł dziennych równocześnie z włączeniem/wyłączeniem zapłonu (ECE-R48). Światła mogą się nie włączyć, jeśli: pojazd jest wyposażony w automatyczną skrzynię biegów i znajduje się ona w pozycji P lub zaciągnięty jest hamulec ręczny lub pojazd nie ruszył z miejsca od czasu włączenia zapłonu.
- Włączanie i wyłączenie świateł dziennych bez użycia dodatkowych narzędzi.
- Automatyczne wyłączenie świateł dziennych przy włączeniu świateł mijania lub przeciwmgłowych (jednakże nie przy krótkotrwałym włączeniu świateł drogowych).
- Światła powinny mieć naniesiony w sposób trwały znak homologacji E razem z numerem identyfikacyjnym kraju wystawiającego certyfikat (np. E04 Holandia, E11 Wielka Brytania, E1 Niemcy, E20 Polska), oznaczenie typu reflektora RL wraz z numerem wersji regulaminu na podstawie którego otrzymany został certyfikat (aktualnie RL00), numer certyfikatu oraz nazwę producenta. Oznaczenia nie mogą być zmywalne lub łatwo usuwalne i powinny być widoczne po zamontowaniu świateł.
- Konstrukcja świateł z niewymiennym źródłem światła (np. zbudowanych z diod LED) nie powinna umożliwiać ich serwisowania. W przypadku uszkodzenia choćby jednej diody, światło należy wymienić na nowe.
- Nie jest wymagane utrzymanie maksymalnej odległości 40 cm od obrysu pojazdu (przepis wprowadzony 6 poprawką Regulaminu EKG ONZ nr 48, 18.11.2012).

### Obowiązek używania świateł za dnia w Europie
Stan prawny dotyczący wielośladów:
| Kraj                 | Przepisy |
| -------------------- | --- |
| Albania              | Obowiązek używania świateł mijania w tunelach oraz w przypadku ograniczenia widoczności spowodowanego warunkami atmosferycznymi. |
| Austria              | Brak obowiązku jazdy w dzień z włączonymi światłami mijania lub światłami do jazdy dziennej. Używanie świateł mijania obowiązkowe w nocy; w dzień tylko w przypadku ograniczenia widoczności spowodowanego warunkami atmosferycznymi. Jest to jedyne państwo w Europie, które się wycofało (od 01.01.2008 r.) z obowiązku jazdy na światłach w ciągu dnia. |
| Belgia               | Brak obowiązku jazdy w dzień z włączonymi światłami mijania lub światłami do jazdy dziennej. Używanie świateł mijania, w terenie zabudowanym, obowiązkowe podczas jazdy nocą; w dzień – tylko w przypadku widoczności ograniczonej warunkami atmosferycznymi. Używanie świateł przeciwmgłowych przednich (tylko parami) dozwolone w przypadku mgły, opadów śniegu lub silnego deszczu; mogą być używane same lub razem ze światłami mijania lub światłami drogowymi. Używanie świateł przeciwmgłowych tylnych dozwolone tylko w przypadku ograniczenia widoczności do 100 m.                                        |
| Białoruś             | Używanie świateł mijania w dzień obowiązkowe w przypadku złej widoczności spowodowanej warunkami atmosferycznymi, holowania innego pojazdu, przewozu dzieci, przewozu ładunków niebezpiecznych i dla pojazdów ponadgabarytowych. |
| Bośnia i Hercegowina | Obowiązek używania świateł mijania lub do jazdy dziennej 24h/12 miesięcy. |
| Bułgaria             | Obowiązek używania świateł mijania lub do jazdy dziennej 24h/12 miesięcy. Światła przeciwmgielne mogą być używane tylko w przypadku mgły, silnych opadów deszczu lub śniegu. Jeżeli pojazd nie jest wyposażony w światła przeciwmgłowe, to przy widoczności ograniczonej warunkami atmosferycznymi można używać świateł mijania. |
| Cypr                 | Brak obowiązku jazdy w dzień z włączonymi światłami mijania lub światłami do jazdy dziennej. |
| Chorwacja            | Używanie świateł mijania lub do jazdy dziennej obowiązkowe dla pojazdów wielośladowych jedynie w okresie zimowym (w okresie obowiązywania czasu zimowego). |
| Czarnogóra           | Obowiązek używania świateł mijania lub do jazdy dziennej 24h/12 miesięcy. |
| Czechy               | Obowiązek używania świateł mijania lub do jazdy dziennej 24h/12 miesięcy. |
| Dania                | Obowiązek używania świateł mijania lub do jazdy dziennej 24h/12 miesięcy. |
| Estonia              | Obowiązek używania świateł mijania lub do jazdy dziennej 24h/12 miesięcy. |
| Finlandia            | Obowiązek używania świateł mijania lub do jazdy dziennej 24h/12 miesięcy. |
| Francja              | Brak obowiązku jazdy w dzień z włączonymi światłami mijania lub światłami do jazdy dziennej. Zaleca się używanie świateł mijania przez cały rok przez 24h. |
| Grecja               | Brak obowiązku jazdy w dzień z włączonymi światłami mijania lub światłami do jazdy dziennej. |
| Hiszpania            | Brak obowiązku jazdy w dzień z włączonymi światłami mijania lub światłami do jazdy dziennej. Używanie świateł mijania obowiązkowe podczas jazdy nocnej po autostradach i drogach ruchu szybkiego, nawet gdy są dobrze oświetlone. Dopuszcza się używanie świateł pozycyjnych w nocy, w terenie zabudowanym i na drogach jednopasmowych (o ile droga jest odpowiednio oświetlona). Obowiązek używania świateł mijania w tunelach. Podczas jazdy w złych warunkach atmosferycznych (np. mgła, deszcz, śnieg) obowiązek używania świateł przeciwmgłowych; przy ich braku – świateł mijania i pozycyjnych jednocześnie. |
| Holandia             | Brak obowiązku jazdy w dzień z włączonymi światłami mijania lub światłami do jazdy dziennej. Używanie świateł mijania obowiązkowe w nocy, w dzień tylko w przypadku widoczności ograniczonej warunkami atmosferycznymi. Zakaz jazdy nocą na światłach pozycyjnych. |
| Irlandia             | Brak obowiązku jazdy w dzień z włączonymi światłami mijania lub światłami do jazdy dziennej. |
| Islandia             | Obowiązek używania świateł mijania lub do jazdy dziennej 24h/12 miesięcy. |
| Litwa                | Obowiązek używania świateł mijania lub do jazdy dziennej 24h/12 miesięcy. |
| Luksemburg           | Brak obowiązku jazdy w dzień z włączonymi światłami mijania lub światłami do jazdy dziennej. Zalecane używanie świateł do jazdy dziennej przez 24h. Używanie świateł mijania, w terenie zabudowanym, obowiązkowe podczas jazdy w nocy. W warunkach ograniczonej widoczności (np. do 100 m) należy używać świateł mijania. |
| Łotwa                | Obowiązek używania świateł mijania lub do jazdy dziennej 24h/12 miesięcy. |
| Macedonia            | Obowiązek używania świateł mijania lub do jazdy dziennej 24h/12 miesięcy. Podczas mgły można używać świateł przeciwmgłowych lub świateł mijania i przeciwmgłowych łącznie. |
| Malta                | Brak obowiązku jazdy w dzień z włączonymi światłami mijania lub światłami do jazdy dziennej. |
| Mołdawia             | Obowiązek używania świateł mijania w dzień mają następujące pojazdy: motorowery, motocykle, mikrobusy i autokary przewożące dzieci, pojazdy jadące w konwoju, pojazdy holujące inny pojazd, pojazdy transportu publicznego. Od listopada do marca obowiązek jazdy z włączonymi światłami mijania przez 24h. |
| Niemcy               | Brak obowiązku jazdy w dzień z włączonymi światłami mijania lub światłami do jazdy dziennej. Ogólnie zalecana jazda z włączonymi światłami mijania przez 24h. Używanie świateł mijania w dzień obowiązkowe w przypadku złej widoczności spowodowanej warunkami atmosferycznymi. Światła przeciwmgłowe mogą być używane, gdy widoczność jest ograniczona do 50 m. Obowiązek używania świateł mijania w tunelach. Zakaz jazdy z włączonymi światłami postojowymi. |
| Norwegia             | Obowiązek używania świateł mijania lub do jazdy dziennej 24h/12 miesięcy. |
| Polska               | Obowiązek używania świateł mijania lub do jazdy dziennej 24h/12 miesięcy. |
| Portugalia           | Brak obowiązku jazdy w dzień z włączonymi światłami mijania lub światłami do jazdy dziennej. Używanie świateł mijania w terenie zabudowanym dozwolone jest podczas jazdy nocą; w dzień – tylko w przypadku widoczności ograniczonej warunkami atmosferycznymi. |
| Rosja                | Obowiązek używania świateł mijania lub do jazdy dziennej 24h/12 miesięcy tylko w terenie niezabudowanym. |
| Rumunia              | Obowiązek używania świateł mijania lub do jazdy dziennej 24h/12 miesięcy tylko w terenie niezabudowanym. W terenie zabudowanym obowiązkowe w nocy, a w dzień – tylko przy widoczności ograniczonej warunkami atmosferycznymi. |
| Serbia               | Obowiązek używania świateł mijania lub do jazdy dziennej 24h/12 miesięcy. |
| Słowacja             | Obowiązek używania świateł mijania lub do jazdy dziennej 24h/12 miesięcy. |
| Słowenia             | Obowiązek używania świateł mijania lub do jazdy dziennej 24h/12 miesięcy tylko w terenie niezabudowanym. |
| Szwajcaria           | Obowiązek używania świateł mijania 24h/12 miesięcy. |
| Szwecja              | Obowiązek używania świateł mijania lub do jazdy dziennej 24h/12 miesięcy. |
| Turcja               | Używanie świateł mijania, w terenie zabudowanym, obowiązkowe tylko po zapadnięciu zmierzchu i przy widoczności ograniczonej warunkami atmosferycznymi. |
| Ukraina              | Używanie świateł mijania w terenie zabudowanym obowiązkowe w nocy; w dzień – tylko przy widoczności ograniczonej warunkami atmosferycznymi. W okresie od 1 października do 1 maja obowiązek używania świateł mijania w terenie niezabudowanym 24h. |
| Węgry                | Obowiązek używania świateł mijania lub do jazdy dziennej przez cały rok przez 24h tylko w terenie niezabudowanym. W terenie zabudowanym używanie świateł mijania obowiązkowe w nocy. W dzień obowiązkowe tylko przy widoczności ograniczonej warunkami atmosferycznymi. |
| Wielka Brytania      | Brak obowiązku jazdy w dzień z włączonymi światłami mijania lub światłami do jazdy dziennej. W terenie zabudowanym dobrze oświetlonym, od zmierzchu do świtu, obowiązek używania świateł pozycyjnych. W terenie niezabudowanym lub zabudowanym słabo oświetlonym obowiązek używania świateł mijania lub drogowych (w zależności od sytuacji). Kierowcy obowiązani są dopasować światła swoich samochodów do ruchu lewostronnego. |
| Włochy               | Obowiązek używania świateł mijania lub dziennych w tunelach lub przez 24h/12 miesięcy poza terenem zabudowanym tylko na autostradach. Każdy pojazd silnikowy winien być wyposażony w białe lub żółte światła z przodu i czerwone z tyłu pojazdu. Tylne światła przeciwmgłowe mogą być używane tylko, gdy widoczność ograniczona jest do 50 m. |